# Isaacsicalanus paucisetus
Isaacsicalanus paucisetus is een eenoogkreeftjessoort uit de familie van de Spinocalanidae. De wetenschappelijke naam van de soort is voor het eerst geldig gepubliceerd in 1983 door Fleminger.